# 14570 Burkam
14570 Burkam este un asteroid din centura principală de asteroizi.

## Descriere
14570 Burkam este un asteroid din centura principală de asteroizi. A fost descoperit pe 17 august 1998 la Socorro, New Mexico, în cadrul proiectului LINEAR. Asteroidul prezintă o orbită caracterizată de o semiaxă mare de 2,26 ua, o excentricitate de 0,13 și o înclinație de 1,9° în raport cu ecliptica.